# Giovanni Colombo
Giovanni Colombo, italijanski rimskokatoliški duhovnik, škof in kardinal, * 6. december 1902, Caronno Pertusella, † 20. maj 1992.

## Življenjepis
29. maja 1926 je prejel duhovniško posvečenje.
25. oktobra 1960 je bil imenovan za pomožnega škofa Milana in za naslovnega škofa arabskega Filipolisa; 7. decembra istega leta je prejel škofovsko posvečenje.
10. avgusta 1963 je postal nadškof Milana.
22. februarja 1965 je bil povzdignjen v kardinala in imenovan za kardinal-duhovnika Ss. Silvestro e Martino ai Monti.
Kot nadškof se je upokojil 29. decembra 1979, ko ga je nasledil Carlo Maria Martini.